# Конституционный референдум в Швейцарии (1848)
Конституционный референдум в Швейцарии проходил 6 июня 1848 года Новая Конституция страны была одобрена 72,8 % избирателей и большинством кантонов.

## Избирательная система
Для принятия новой Конституции необходимо было двойное большинство: большинство от общего числа голосов избирателей и большинство кантонов. Решение кантона рассчитывалось на базе голосов избирателей кантона. При этом кантон считался как один голос, а полукантон — как 1/2 голоса.

## Результаты
| Выбор                              | Общее голосование | Общее голосование | Кантоны | Кантоны | Кантоны |
| Выбор                              | Голосов           | %                 | Полных  | Полу-   | Всего   |
| ---------------------------------- | ----------------- | ----------------- | ------- | ------- | ------- |
| За                                 | 145 584           | 72,8              | 14      | 3       | 15,5    |
| Против                             | 54 320            | 27,2              | 5       | 3       | 6,5     |
| Недействительных/пустых бюллетеней |                   | -                 | -       | -       | -       |
| Всего                              | 199 904           | 100               | 19      | 6       | 22      |
| Источник: Nohlen & Stöver          |                   |                   |         |         |         |